# Jay Tuivaiti
Jay Tuivaiti (Nueva Zelanda, 30 de diciembre de 1996) es un jugador profesional neozelandés de rugby que se desempeña en la posición de segunda línea en San Diego Legion, equipo perteneciente a la liga Major League Rugby.

## Carrera
En 2014, Tuivaiti se unió al equipo Waitemata Rugby Club (2014-2022), después pasó a Austin Blacks (2022-2023), luego a San Diego Legion, disputando su primera temporada en la Major League Rugby.